# صمصام الدولة
صمصام الدولة هو (أبو كاليجار المرزبان) أحد سلاطين بني بويه تولى حكم العراق وفارس وكرمان بعد وفاة أبيه عضد الدولة سنة 372 هجرية زمن الخليفة العباسي الطائع لله.

## حكمه
استمر حكم صمصام الدولة لأربع سنوات. افتقد صمصام مؤهلات والده عضد الدولة وفشل في إدارة شؤون الدولة. تميز حكمه بالثورات والحروب الأهلية في الدولة البويهية.
فقد حكمه بعد انتصار أخوه شرف الدولة عليه سنة 376 هجرية؛ ويذكر كتاب تاريخ الخلفاء (للسيوطي) أن أخاه قام بتعذيبه وسمل عينيه.